# Nops ariguanabo
Nops ariguanabo är en spindelart som beskrevs av Alayón 1986. Nops ariguanabo ingår i släktet Nops och familjen Caponiidae.
Artens utbredningsområde är Kuba. Inga underarter finns listade i Catalogue of Life.